# Lijst van afleveringen van Lewis
Dit is een lijst met afleveringen van de Engelse televisieserie Lewis. De serie telt negen seizoenen. Een overzicht van alle afleveringen is hieronder te vinden.

## Seizoen 1 (2006-2007)
| nr. in serie | nr. in seizoen | Titel                       | Regisseur     | Schrijver     | Uitzenddatum     |
| ------------ | -------------- | --------------------------- | ------------- | ------------- | ---------------- |
| 1            | 1              | Reputation (Pilot)          | Bill Anderson | Bill Anderson | 29 januari 2006  |
| 2            | 2              | Whom the Gods Would Destroy | Marc Jobst    | Daniel Boyle  | 18 februari 2007 |
| 3            | 3              | Old School Ties             | Sarah Harding | Alan Plater   | 25 februari 2007 |
| 4            | 4              | Expiation                   | Dan Reed      | Guy Andrews   | 4 maart 2007     |

## Seizoen 2 (2008)
| nr. in serie | nr. in seizoen | Titel                          | Regisseur      | Schrijver    | Uitzenddatum     |
| ------------ | -------------- | ------------------------------ | -------------- | ------------ | ---------------- |
| 5            | 1              | And the Moonbeams Kiss the Sea | Dan Reed       | Alan Plater  | 24 februari 2008 |
| 6            | 2              | Music to Die For               | Bill Anderson  | Dusty Hughes | 2 maart 2008     |
| 7            | 3              | Life Born of Fire              | Richard Spence | Tom MacRae   | 9 maart 2008     |
| 8            | 4              | The Great and the Good         | Stuart Orme    | Paul Rutman  | 16 maart 2008    |

## Seizoen 3 (2009)
| nr. in serie | nr. in seizoen | Titel                  | Regisseur        | Schrijver   | Uitzenddatum  |
| ------------ | -------------- | ---------------------- | ---------------- | ----------- | ------------- |
| 9            | 1              | Allegory of Love       | Bill Anderson    | David Pirie | 22 maart 2009 |
| 10           | 2              | The Quality of Mercy   | Bille Eltringham | Alan Plater | 29 maart 2009 |
| 11           | 3              | The Point of Vanishing | Maurice Phillips | Paul Rutman | 5 april 2009  |
| 12           | 4              | Counter Culture Blues  | Bill Anderson    | Nick Dear   | 12 april 2009 |

## Seizoen 4 (2010)
| nr. in serie | nr. in seizoen | Titel                      | Regisseur        | Schrijver         | Uitzenddatum |
| ------------ | -------------- | -------------------------- | ---------------- | ----------------- | ------------ |
| 13           | 1              | The Dead of Winter         | Bill Anderson    | Russell Lewis     | 2 mei 2010   |
| 14           | 2              | Dark Matter                | Bille Eltringham | Stephen Churchett | 9 mei 2010   |
| 15           | 3              | Your Sudden Death Question | Dan Reed         | Alan Plater       | 16 mei 2010  |
| 16           | 4              | Falling Darkness           | Nicholas Renton  | Russell Lewis     | 30 mei 2010  |

## Seizoen 5 (2011)
| nr. in serie | nr. in seizoen | Titel                        | Regisseur        | Schrijver(s)                     | Uitzenddatum  |
| ------------ | -------------- | ---------------------------- | ---------------- | -------------------------------- | ------------- |
| 17           | 1              | Old, Unhappy, Far Off Things | Nicholas Renton  | Russell Lewis                    | 3 april 2011  |
| 18           | 2              | Wild Justice                 | Hettie Macdonald | Stephen Churchett                | 10 april 2011 |
| 19           | 3              | The Mind Has Mountains       | Charles Palmer   | Patrick Harbinson                | 17 april 2011 |
| 20           | 4              | The Gift of Promise          | Metin Hüseyin    | Dusty Hughes & Stephen Churchett | 24 april 2011 |

## Seizoen 6 (2012)
| nr. in serie | nr. in seizoen | Titel                | Regisseur       | Schrijver         | Uitzenddatum |
| ------------ | -------------- | -------------------- | --------------- | ----------------- | ------------ |
| 21           | 1              | The Soul of Genius   | Brian Kelly     | Rachel Bennette   | 16 mei 2012  |
| 22           | 2              | Generation of Vipers | David O'Neill   | Patrick Harbinson | 23 mei 2012  |
| 23           | 3              | Fearful Symmetry     | Nicholas Renton | Russell Lewis     | 30 mei 2012  |
| 24           | 4              | The Indelible Stain  | Tim Fywell      | Simon Block       | 6 juni 2012  |

## Seizoen 7 (2013)
Dit seizoen bevat drie afleveringen, gesplitst in twee delen voor Verenigd Koninkrijk. In andere landen werden deze afleveringen in het geheel uitgezonden. 
| nr. in serie | nr. in seizoen | Titel                  | Regisseur   | Schrijver(s)                     | Uitzenddatum                       |
| ------------ | -------------- | ---------------------- | ----------- | -------------------------------- | ---------------------------------- |
| 25           | 1              | Down Among the Fearful | Brian Kelly | Simon Block & Catherine Tregenna | 7 januari 2013 & 14 januari 2013   |
| 26           | 2              | The Ramblin' Boy       | Dan Reed    | Lucy Gannon                      | 21 januari 2013 & 28 januari 2013  |
| 27           | 3              | Intelligent Design     | Tim Fywell  | Stephen Churchett                | 4 februari 2013 & 11 februari 2013 |

## Seizoen 8 (2014)
Dit seizoen bevat drie afleveringen, gesplitst in twee delen voor Verenigd Koninkrijk. In andere landen werden deze afleveringen in het geheel uitgezonden. 
| nr. in serie | nr. in seizoen | Titel                | Regisseur       | Schrijver      | Uitzenddatum                       |
| ------------ | -------------- | -------------------- | --------------- | -------------- | ---------------------------------- |
| 28           | 1              | Entry Wounds         | Nicholas Renton | Helen Jenkins  | 10 oktober 2014 & 17 oktober 2014  |
| 29           | 2              | The Lions of Nemea   | Nick Laughland  | Tahsin Güner   | 24 oktober 2014 & 31 oktober 2014  |
| 30           | 3              | Beyond Good and Evil | David Drury     | Noel Farragher | 7 november 2014 & 14 november 2014 |

## Seizoen 9 (2015)
Dit seizoen bevat drie afleveringen, gesplitst in twee delen voor Verenigd Koninkrijk. In andere landen werden deze afleveringen in het geheel uitgezonden. 
| nr. in serie | nr. in seizoen | Titel             | Regisseur      | Schrijver        | Uitzenddatum                       |
| ------------ | -------------- | ----------------- | -------------- | ---------------- | ---------------------------------- |
| 31           | 1              | One For Sorrow    | Nick Laughland | Helen Jenkins    | 6 oktober 2015 & 13 oktober 2015   |
| 32           | 2              | Magnum Opus       | Matthew Evans  | Chris Murray     | 20 oktober 2015 & 27 oktober 2015  |
| 33           | 3              | What Lies Tangled | David Drury    | Nick Hicks-Beach | 3 november 2015 & 10 november 2015 |